# Август Айгрубер
Август Айгрубер (нім. August Eigruber; 16 квітня 1907, Штайр, Верхня Австрія — 28 травня 1947, Ландсберг-ам-Лех, Баварія) — партійний діяч НСДАП, гауляйтер і рейхсштатгальтер Верхнього Дунаю, обергруппенфюрер СС і СА.

## Біографія
Після закінчення середньої школи навчався на геодезиста і механіка в Федеральному австрійському училищі заліза і сталі. Потім працював за професією механіка. 16 листопада 1922 року вступив у організацію націонал-соціалістської робітничої молоді, перетворену в 1926 році в Гітлер'югенд. З 1925 року був керівником нацистської молодіжної організації в Австрії. 19 квітня 1928 року вступив у НСДАП (квиток № 83 432), продовжував брати активну участь в роботі Гітлерю'генду в Австрії. З жовтня 1930 року керівник районного управління Гітлер'югенді в Штайрланді, а з 1931 по 1935 рік — керівник НСДАП в Штайрі.
У 1934 році за політичну діяльність забороненої в Австрії НСДАП був арештований владою і засуджений до кількох місяців в'язниці, утримувався в таборі для інтернованих Веллердорф. З травня 1935 керуючий справами гау Верхня Австрія, а з березня 1936 року гауляйтер Верхньої Австрії (в цей час нацистська партія діяла в підпіллі). Після аншлюсу Австрії був призначений 11 березня 1938 року губернатором Верхньої Австрії. 12 березня 1938 був прийнятий в СА в званні оберфюрера, в тому ж році 22 травня вступив у СС (квиток № 292 778) в званні штандартенфюрера. З 10 квітня 1938 року радник міністра, крім того став депутатом Рейхстагу. 22 травня 1938 був призначений гауляйтером Обердонау (Верхній Дунай). З 1 квітня 1940 року — райхсштатгальтер Обердонау.
З 6 квітня 1942 року уповноважений з використання робочої сили на території гау. З 16 листопада 1942 року імперський комісар оборони Верхнього Дунаю. З 15 червня 1943 року представник Імперського комісара з питань консолідації німецького народу в Обердонау. Входив до наглядової ради компанії Steyr-Daimler-Puch AG (Steyr-Daimler-Puch). У травні 1945 року намагався організувати знищення культурних цінностей в штольнях Альтаусзее.
8 травня 1945 року заарештований американськими військами в районі Зальцкаммергута. 22 жовтня 1945 року переведений в Нюрнберг і був допитаний в якості свідка, а 18 лютого 1946 року переведений в Дахау. На процесі в Маутгаузені 13 травня 1946 був засуджений до смертної кари через повішення. Вирок був приведений у виконання у дворі в'язниці Ландсберга 28 травня 1947 року.

## Звання
- Оберфюрер СА (12 березня 1938)
- Штандартенфюрер СС (1938)
- Оберфюрер СС (26 липня 1938)
- Бригадефюрер СС (1 січня 1939)
- Группенфюрер СС (9 листопада 1940)
- Обергруппенфюрер СС (21 червня 1943)
- Обергруппенфюрер СА (9 листопада 1943)

## Нагороди
- Медаль «У пам'ять 13 березня 1938 року» (1938)
- Почесний кут старих бійців (25 травня 1938)
- Кільце «Мертва голова»
- Почесна шпага рейхсфюрера СС
- Золотий партійний знак НСДАП (30 січня 1939)
- Медаль «У пам'ять 1 жовтня 1938» із застібкою «Празький град» (1939)
- Золотий почесний знак Гітлер'югенду з дубовим листям
  - Золотий знак (№ 3 357; 30 січня 1939)
  - Золотий знак з дубовим листям (10 червня 1941)
- Медаль «За вислугу років у НСДАП»
  - В бронзі та сріблі (15 років) (30 січня 1940) — отримав 2 медалі одночасно.
  - В золоті (25 років) (9 лютого 1942)
- Хрест Воєнних заслуг 2-го і 1-го (30 січня 1942) класу з мечами